# Melanargia mauretanica
Melanargia mauretanica är en fjärilsart som beskrevs av Lang. Melanargia mauretanica ingår i släktet Melanargia och familjen praktfjärilar. Inga underarter finns listade i Catalogue of Life.